# Phyllachora butleri
Phyllachora butleri är en svampart som först beskrevs av Theiss. & Syd., och fick sitt nu gällande namn av Franz Petrak 1929. Phyllachora butleri ingår i släktet Phyllachora och familjen Phyllachoraceae.   Inga underarter finns listade i Catalogue of Life.